# The Strange World of Planet X (film)
The Strange World of Planet X è un film del 1958 diretto da Gilbert Gunn.
È un film di fantascienza in bianco e nero, remake della miniserie televisiva omonima, entrambe tratte dal romanzo del 1957 scritto dall'attrice Rene Ray.

## Trama
Una serie di esperimenti condotti dal Dr. Laird sui campi magnetici interessano i militari, dal momento che questi ha scoperto come rendere i metalli elastici o polverizzarli. Ma i suoi test hanno indebolito la ionosfera terrestre e ora i raggi cosmici colpiscono la Terra provocando la crescita degli insetti, che diventano giganti e minacciosi.
Nel frattempo vengono avvistati alcuni UFO e un misterioso Mr. Smith contatta l'assistente di laboratorio di Larid, Gil Graham, avvertendolo di cessare immediatamente gli esperimenti.

## Produzione
È un film indipendente prodotto da George Maynard e John Bash. La sceneggiatura è un adattamento della miniserie televisiva omonima, a sua volta tratta da un romanzo del 1957 scritto dall'attrice Rene Ray.

## Distribuzione
Il film è stato distribuito nel Regno Unito a partire dal 4 marzo 1958 e negli Stati Uniti dal 31 dicembre dello stesso anno.
Nel Regno Unito il film è stato distribuito anche con i titoli The Crawling Horror e The Crawling Terror, mentre negli Stati Uniti con il titolo promozionale di Cosmic Monsters, poi mutato in The Cosmic Monster, e in Brasile come O Monstro Cósmico.

## Critica
Fantafilm scrive che i temi del film sono "tipici degli anni '50: i rischi delle ricerche scientifiche, la possibile alterazione degli ambienti naturali e un alieno "buono"; il tutto in un rigoroso bianco e nero".